# Rhypopteryx rufotincta
Rhypopteryx rufotincta är en fjärilsart som beskrevs av Erich Martin Hering 1926. Rhypopteryx rufotincta ingår i släktet Rhypopteryx och familjen tofsspinnare. Inga underarter finns listade.